# 上ノ郷城の戦い
上ノ郷城の戦い（かみのごうじょうのたたかい）は、1562年（永禄5年）に三河国上ノ郷城（現・愛知県蒲郡市）で行われた攻城戦。桶狭間の戦い後に今川氏から独立を図った松平元康（後の徳川家康）が、今川方の重要拠点であった上ノ郷城を攻撃した戦いである。

## 背景
1560年の桶狭間の戦いで今川義元が討死すると、松平元康は岡崎城に入り自立の動きを見せた。しかし今川氏真は松平家の妻子を人質として抑え続けたため、元康は1561年から今川方の城を次々と攻略していった。

## 戦闘の経過
1562年、元康は配下の服部半蔵こと服部正成ら甲賀衆、伊賀衆を活用し、今川方の鵜殿長照が守る上ノ郷城を攻撃した。半蔵は少数の忍者を率いて城内に潜入し、今川家の重臣らを捕虜として連行した。この戦いで元康は、今川氏真との交渉材料となる有力な人質を獲得することに成功し、捕虜となった長照の子・鵜殿氏長及び鵜殿氏次と引き換えに、元康は妻・瀬名姫と子・竹千代の奪還を実現させた。

## 歴史的意義
- 松平元康は今川氏からの完全独立を果たし、三河平定に向けて大きく前進した。
- 服部半蔵の活躍により、甲賀衆、伊賀衆の軍事的重要性が認識されるようになった。
- この戦いののち、元康は1563年に家康と改名し、徳川氏を称するようになる。